# Neurigona guangxiensis
Neurigona guangxiensis är en tvåvingeart som beskrevs av Yang 1999. Neurigona guangxiensis ingår i släktet Neurigona och familjen styltflugor. Inga underarter finns listade i Catalogue of Life.